# PowerPC e500
A PowerPC e500 egy 32 bites Power architektúrán alapuló mikroprocesszor mag. A Freescale Semiconductor gyártja. A magok kompatibilisek a korábbi PowerPC Book E specifikációval, valamint a Power ISA v.2.03 specifikációval. Kettős kibocsátású, hét fokozatú utasítás-futószalag és a 2. verziótól kezdve futószalagos lebegőpontos egység található benne, emellett 32/32 KiB elsőszintű (L1) adat- és utasítás-gyorsítótár és 256, 512 vagy 1024 KiB L2 előoldali gyorsítótár (frontside cache, a processzor és a memória között helyezkedik el, ellentétben a hátoldali gyorsítótárral – backside cache – amelyben a processzor a gyorsítótár és a memória között helyezkedik el). Az órajelfrekvenciák az 533 MHz-től 1,5 GHz-ig terjedő tartományba esnek. A magokat nagymértékben konfigurálhatónak tervezték és megfelelnek a beágyazott alkalmazások által támasztott speciális követelményeknek és igényeknek, amelyek közül jelentős a többmagos működés és a speciális, kiegészítő alkalmazásfeldolgozó egységekkel (application processing units, APU) való kapcsolatot biztosító interfészek.
e500 mag hajtja a nagyteljesítményű PowerQUICC III egylapkás rendszerben (system on a chip, SoC) megvalósított hálózati processzorokat (network processor), és ezek mind osztoznak az MPC85xx elnevezési sémán. A Freescale új QorIQ családja a következő fejlődési lépés a PowerQUICC III után, ám az új család is e500 magokra alapul.

## Verziók
Az e500 magnak három verziója van, ezek az eredeti e500v1, az e500v2 és az e500mc.
Az e500mc magnak van egy 64 bites továbbfejlesztett változata is, ez az e5500 mag, amit 2010-ben mutattak be.

### e500v2
Az e500v2-ben a következő jelentősebb bővítések jelentek meg (az e500v1-hez képest):
- A 32 bites (4 GiB) fizikai címmezőt 36 bitesre (64 GiB) növelték. Ez a változás azt jelenti, hogy az e500v2-alapú eszközök fejlettebb platformtámogató szoftvercsomaggal (board support package, BSP) rendelkezhetnek, mint az e500v1-alapú eszközök, mivel itt több perifériaegység a 4 GiB-nél magasabb fizikai címterületre került.
- 1 GiB és 4 GiB változtatható lapméret bővítés került bele.
- A lebegőpontos egység duplapontos támogatással bővült. Ez a bővítés nem kompatibilis egyetlen más PowerPC egységgel sem, és az az igazság, hogy az új utasítások bizony átfedésben vannak a stringkezelő és AltiVec utasításokkal is.
- Az MMU második szintű 4 KiB-os lapméretű tömbjének méretét és asszociativitását kétszeresére növelték (256 bejegyzés és 2-utasról 512 bejegyzésre és 4-utasra).
- Az adat-gyorsítótár rendkívüli tévesztéseinek (outstanding miss, miss-under-miss) maximális számát 3-ról 5-re növelték.
- A Time Base számlálóregiszterek mellé egy nagyobb idő-felbontású Alternate Time Base regiszter került (az időregisztereket különböző időzítési célokra használják az e500-alapú rendszerek).

### e500mc
A Freescale a QorIQ eszközcsaládban vezette be az e500mc magot, 2008 júniusában. Az e500mc az alábbi jellemzőkkel rendelkezik:
- PowerISA v.2.06 eszközspecifikáció, amely magában foglalja a hipervizor és a virtualizáció funkcionalitást a beágyazott platformok számára.
- Visszahelyezték a „klasszikus” lebegőpontos egységet, evvel együtt változott az utasításkészlet is.
- Az eszköz támogatja a többmagos kialakítást: 2-től akár 32 vagy még több mag lehet egy lapkán, a magok különböző típusúak is lehetnek.
- Támogatja a CoreNet kommunikációs architektúrát, ami a magok és az adatútvonal-gyorsítók összekapcsolására szolgál.
- Az e500mc magoknak saját külön L2 gyorsítótáraik vannak, de a többi berendezést, így az L3 gyorsítótárakat, memóriavezérlőket, alkalmazásspecifikus magokat, ki- és bemenetet és a hasonlókat tipikusan megosztva használják.

## Alkalmazásai

### PowerQUICC
Az összes PowerQUICC 85xx eszköz e500v1 vagy e500v2 magokon alapul, a legtöbbjük e500v2 magot tartalmaz.

### QorIQ
2008 júniusában a Freescale bejelentette a QorIQ márkát; tagjai az e500 családba tartozó magokon alapuló mikroprocesszorok.

## Fordítás
Ez a szócikk részben vagy egészben  a   PowerPC e500 című angol Wikipédia-szócikk ezen változatának fordításán alapul.  Az eredeti cikk szerkesztőit annak laptörténete sorolja fel. Ez a jelzés csupán a megfogalmazás eredetét és a szerzői jogokat jelzi, nem szolgál a cikkben szereplő információk forrásmegjelöléseként. 